# Sociální náklady
Sociální náklady v neoklasické ekonomii jsou součtem soukromých nákladů vyplývajících z transakce a nákladů vzniklých spotřebitelům v důsledku vystavení transakci, za kterou nejsou kompenzováni ani účtováni. Jinými slovy, je to součet soukromých a externích nákladů.
To by mohlo být aplikováno na řadu ekonomických problémů: například byly zkoumány sociální náklady na uhlík, aby se lépe porozumělo nákladům na emise uhlíku pro navrhovaná ekonomická řešení, jako je uhlíková daň. Soukromé náklady se vztahují k přímým nákladům výrobce na výrobu zboží nebo služby.
Sociální náklady zahrnují tyto soukromé náklady a dodatečné náklady (nebo externí náklady) spojené s výrobou zboží, pro které volný trh nezohledňuje. Stručně řečeno, když iniciátor nemůže přijmout důsledky akce, budeme mít ve společnosti externí náklady. Budeme mít soukromé náklady, když iniciátor může převzít odpovědnost za akci agenta.

## Definice
Matematicky jsou sociální mezní náklady součtem soukromých mezních nákladů a externích nákladů. Například při prodeji sklenice limonády ve stánku s limonádou jsou soukromými náklady spojené s touto transakcí náklady na citrony a cukr a vodu, které jsou přísadami do limonády, příležitostné náklady na práci spojit je do limonády, stejně jako veškeré transakční náklady, jako je chůze do stánku.
Příkladem mezních škod souvisejících se sociálními náklady je opotřebení, dopravní zácpy a snížená kvalita života v důsledku řízení pod vlivem alkoholu nebo netrpělivosti a mnoho lidí se kvůli stavebním pracím vysídlilo ze svých domovů a lokalit.
Další sociální náklady zahrnují náklady na řízení znečištění způsobené ostatním lidem ve společnosti. U soukromých i externích nákladů se předpokládá, že zúčastnění agenti optimalizují.